# Dexketoprofen
Dexketoprofen ist ein schmerzstillender und entzündungshemmender Arzneistoff aus der Gruppe der nichtsteroidalen Antiphlogistika.
Dexketoprofen ist ein Enantiomer des Ketoprofens, d. h., von den beiden möglichen, zueinander spiegelbildlichen Molekülen des Ketoprofens, ist es das rechtshändige.

## Klinische Angaben

### Anwendungsgebiete (Indikationen)
Dexketoprofen ist zugelassen zur symptomatischen Behandlung leichter bis mäßig starker Schmerzen, wie Schmerzen der Muskeln und des Bewegungsapparates, rheumatoide Arthritis, juvenile Arthritis, Osteoarthritis, Spannungskopfschmerzen, leichte Migräne, akute Kopfschmerzen, Zahnschmerzen, Pulpitis, Gingivitis, akute Dysmenorrhoe (Menstruationsbeschwerden). Die parenterale, also durch eine Injektion zuzuführende, Arzneiform (Sympal injekt 50 mg Injektionslösung) eignet sich zur symptomatischen Behandlung mäßiger bis starker akuter Schmerzen, wie beispielsweise postoperative Schmerzen, Nierenkoliken und Rückenschmerzen, wenn eine orale Gabe nicht geeignet ist. Wenn erforderlich, kann das Arzneimittel bei mäßigen bis starken postoperativen Schmerzen in Kombination mit Opioid-Analgetika in der für Erwachsene empfohlenen Dosis angewendet werden.
Vergleichende klinische Studien, vor allem gegen Ketoprofen, weisen eine weitgehende analgetische Äquivalenz aus.

## Pharmakologische Eigenschaften
Bei einer in vitro-Studie war (S)-Ketoprofen als einziges Enantiomer in der Lage, in Lymphozyten die Bildung von Thromboxan B2 zu verhindern und damit als COX-Hemmer zu wirken.

## Synthese
Die Synthese von Dexketoprofen beinhaltet eine enzymatische Racematspaltung und ist in der Literatur beschrieben.

## Handelsnamen
Monopräparate

Enantyum (A), Ketesse (A,CH), Sympal (D)